# Театар „Суно е роменго”
Театар „Суно е роменго” (срп. Ромски сан) био је први независни ромски театар са својим простором у Европи. Налазио се у Новим Карловцима, а основао га је писац Зоран Јовановић, који је био на његовом челу до гашења.

## Настанак
На идеју о оснивању театра, Зоран је дошао 2000. године заједно са Љубицом Бељански Ристић која је у том периоду оснивала „Битеф полифонију”. Истоимена представа тада новооснованог театра „Суно е роменго” доживела је више од двеста извођења у земљи и иностранству и бивала награђена у више наврата. Након гостовања и такмичења на аматерским и професионалним фестивалима, Зоран је новцем који је добио продајом своје имовине, уз додатну донацију ХВБ банке, купио адекватан простор за рад театра.

## Рад
Театар је имао малу бину и салу од 70 седишта које је поклонио Битеф театар. Служио је за рад и приказивање ромских представа на ромском и српском, а по потреби и енглеском језику. Описиван је и као модеран театар покрета и призора, уз веома мало вербалног, који је настојао да на аутентичан начин промовише позитивне вредности ромске културе. Театар је имао свој ансамбл од 20 сталних глумаца и едукативни програм под називом „Мала ромска академија” који је спроводио кроз сарадњу са Извршним већем Војводине.
Након престанка подршке од стране покрајинске владе, општине Инђија и Министарства културе настали су проблеми везани за финансирање рада самог театра, те је од 2013. престао са извођењем представа.

## Представе
- Суно е роменго (Ромски сан)
- Није све онако како се чини
- Сар си, те си (Како је, тако је)
- World gipsy dance
- Ромокауст[5]
- Седам смртних грехова
- Хамлетови глумци[6]

## Истакнуте награде
- „Награду за потресну интерпретативну енергију колективне игре” за представу „Ромокауст” — Арт Трема Фест, Рума (2010)